# Hailemariam Desalegn
Hailemariam Desalegn (ge'ez: ኃይለማሪያም ደሳለኝ), född 19 juli 1965 i Boloso Sore i regionen Southern Nations, är en etiopisk politiker som var Etiopiens premiärminister från 20 augusti 2012 till 2 april 2018. Desalegn var Etiopiens vice premiärminister och utrikesminister från den 1 september 2010 och tillträdde posten som premiärminister efter Meles Zenawis hastiga bortgång. 
Desalegns roll som premiärminister var från den 20 augusti som tillförordnad, men övergick den 21 september 2012 till ordinarie premiärminister efter att ha fått stöd från Etiopiens underkammare. Han är ordförande och ledare för SEPDM, som ingår i en allians med EPRDF.